# Загуан (вілаєт)
Загуан (араб. ولاية زغوان‎‎) - вілаєт Тунісу. Адміністративний центр - м. Мануба. Площа - 2 768 км². Населення - 168 100 осіб (2007).

## Географічне положення
На півночі межує з вілаєтом Мануба, на північному сході - з вілаєтом Бен-Арус, на сході - з вілаєтом Сус, на півдні - з вілаєтом Кайруан, на сході - з вілаєтами Сільяна та Беджа. 

## Населені пункти
- Загуан
- Ель-Фахс
- Джебель-Уст
- Бір-Мшерга
- Назур
- Зріба

| Туніс | Це незавершена стаття з географії Тунісу. Ви можете допомогти проєкту, виправивши або дописавши її. |